# Ernst von Mohl
Ernst Friedrich von Mohl, född den 20 juli 1849, död den 8 januari 1929 i München, var en tysk klassisk filolog.
von Mohl studerade filosofi vid universitetet i Tübingen, där han kom att knyta livslånga vänskapsband med Alexander von Zagareli. Därefter bedrev han studier vid universitetet i Dorpat. Från 1889 till 1911 var han professor inom juridiska fakulteten vid Sankt Petersburgs universitet.